# Trapped – Gefangen in Island/Staffel 2
Dieser Artikel behandelt die in der isländischen Fassung 10-teilige zweite Staffel der isländisch-deutschen Fernsehserie Ófærð, die in der deutschen Fassung dieser Staffel Trapped II – Gefangen in Island heißt.

## Handlung
Vor dem Parlamentsgebäude in Reykjavík verübt der Schafzüchter Gísli, der aus der Umgebung von Siglufjörður stammt, einen Brandanschlag auf seine Zwillingsschwester Halla, die isländische Industrieministerin. Dabei stirbt Gísli und Halla wird schwer verletzt. Kommissar Andri Ólafsson beginnt die Hintergründe des Attentats zu ermitteln und arbeitet dazu mit seinen früheren Polizeikollegen Hinrika und Ásgeir zusammen. Halla hat zuletzt mit Unterstützung des isländischen Ministerpräsidenten und der Bürgermeisterin von Siglufjörður die Vergrößerung eines Kraftwerks um ein Aluminiumwerk mit geothermischer Energie vorangetrieben. Die Polizisten ermitteln, dass Gísli kurz vor seinem Tod wegen des Kraftwerksausbaus von seinem Landbesitz enteignet wurde. Ein Investor des Alu-Werks ist die US-Firma American Aluminium. Der Ausbau des Kraftwerks wird öffentlich heftig kritisiert, einerseits von Anwohnern, die deswegen Erdbeben und den Austritt giftiger Gase fürchten, und andererseits von Nationalisten, die gegen ausländischen Einfluss sind. Zu Letzteren gehört auch die rechtsextreme Gruppe Thors Hammer, der die Brüder Skúli und Torfi nahestehen.
Weniger als 24 Stunden nach dem Attentat wird Gíslis und Hallas Schwager Finnur, der im Kraftwerk angestellt war, tot in seiner Scheune aufgefunden, ermordet mit einem Bolzenschussgerät. Die Polizisten verdächtigen Skúli und Torfi des Mordes. Während Skúli auf der Flucht vor der Polizei ist, gesteht Torfi den Mord, da Finnur ein Vaterlandsverräter sei. Da er aber beim Geständnis lügt, erkennt Andri, dass er nicht der Mörder sein kann. Während seiner Inhaftierung deutet Torfi gegenüber der Polizei an, dass in Kürze etwas Bestimmtes passieren werde. Etwas später wird Skúli von Spezialpolizisten entkräftet in den Bergen aufgegriffen, ehe er in ein Krankenhaus in Reykjavík kommt. Dort stellen die Ärzte eine lebensgefährliche Vergiftung fest.
Der öffentliche Zorn richtet sich auch gegen die Bürgermeisterin Hafdís, die eines Tages ihr Haus beschmiert mit der Warnung vorfindet, als Verräterin büßen zu werden. Am Vortag der geplanten Unterzeichnung einer Absichtserklärung zwischen dem Ministerpräsidenten und American Aluminium wird Hafdís entführt, womit Torfis Andeutung wahr wird. Bei den vermummten Entführern handelt es sich um drei Unterstützer von Thors Hammer, darunter Hafdís’ Friseurin Hanna Stina und deren Lebensgefährte Thomas. Sie zwingen Hafdís, mit blutroter Flüssigkeit übergossen und mit dem Tod bedroht, die Forderung der Gruppe vorzulesen, der zufolge alle Verträge mit ausländischen Firmen beendet werden sollen, vor allem mit solchen, die Muslimen gehören. Die verlesenen Sätze verbreitet die Gruppe als Video im Internet. Als Hafdís ungeplant Hannas Identität erfährt, geraten die Entführer miteinander in Streit, wodurch Hafdís angeschossen wird. Unterdessen ist die Polizei durch Mithilfe einer Journalistin sowie Überwachungsaufnahmen den Entführern auf die Spur gekommen. Durch Skúlis Auskunft gegenüber seinem Vater Ketill findet die Polizei das Versteck der Entführer und befreit Hafdís. Dabei wird Thomas von einem Polizisten erschossen. Die Gruppe hat ihr Ziel erreicht, dass die Absichtserklärung doch nicht unterschrieben wird.
Ein Handyvideo, auf dem Skúli und Torfi zu sehen sind, beweist der Polizei, dass die Brüder unmöglich Finnurs Mörder sein können und dass ihnen jemand den Mord anhängen will. Daher beleuchten die Polizisten Finnurs Umgebung und Vergangenheit näher. Dabei erfahren sie, dass Finnur sich seinen Armbruch, der durch einen vermeintlichen Unfall herrührte, auf der Arbeit tatsächlich bei einem Streit wegen seiner rassistischen und schwulenfeindlichen Äußerungen zugezogen hatte. Auf dem Kraftwerksgelände arbeiten auch Gíslis Sohn Víkingur und – als Teil eines Trupps ausländischer Bauarbeiter – der schwarze Ghanaer Ebo. Sie halten ihre homosexuelle Beziehung geheim, um Ebo berufliche und gesellschaftliche Nachteile zu ersparen.
Unterdessen übernachten Andris Tochter Þórhildur und Finnurs Sohn Aron, die ein jugendliches Liebespaar sind, heimlich in Finnurs polizeilich versiegeltem Haus. Dort findet Aron zufällig eine Tasche voller Geld. Darin entdeckt Þórhildur ein Handy mit einer SMS-Konversation, die sie aus Neugier fortsetzt und als Antwort die Frage gestellt bekommt, ob „du“ nicht schon längst tot sein solltest. Etwas später findet die Polizei die Tasche mit dem Geld – etwa 80.000 Euro –, eine Landkarte mit Gíslis Grundstück, das auf geothermisch aktivem Gebiet liegt, und einen leeren Immobilienkaufvertrag. Die Polizei verhört Þórhildur und Aron. Dabei verschweigt Þórhildur ihrem Vater und dessen Kollegen den Fund des Handys. Dieses benutzend, setzt sie die SMS-Konversation fort und lässt sich zu einem Treffen mit dem Unbekannten einladen, der sie aber lediglich beobachtet und dadurch ihre Identität erfährt.
Anlässlich der Bestattung von Gísli besucht Halla erstmals seit 18 Jahren ihre Heimat und ihre Familie. Es wird deutlich, dass es in der Familie einige Geheimnisse und lange ungeklärte Probleme gibt. Hallas Schwester Elín hat in ihrer Kindheit Halla und Gísli bei etwas Bedeutendem beobachtet. Bei der Trauerfeier macht Víkingur seiner Mutter Steinunn sowie Halla und der ganzen Trauergesellschaft schwere Vorwürfe, etwa mangelndes Interesse an ihm in der Vergangenheit. Danach fährt er alkoholisiert ins Kraftwerk, um Ebo zu treffen. Dabei erfahren Ebos Schwager und andere Arbeitskollegen von der homosexuellen Beziehung. Als Ebo von dem schwulenfeindlich auftretenden polnischen Bauarbeiter Pawel verfolgt wird, begibt sich Víkingur erneut ins Kraftwerk und wird während eines Stromausfalls blutüberströmt in der Nähe von Pawels Leiche aufgegriffen. Die Polizei verhaftet ihn danach als mutmaßlichen Mörder Pawels und Finnurs, während Víkingur abstreitet, die Morde begangen zu haben. Die Polizisten bekommen Zweifel an der Schuld Víkingurs, als sie entdecken, dass dieser den Stromausfall unmöglich selbst verursacht haben kann.
Unterdessen macht Ketill die Polizei auf lauter tote Vögel aufmerksam, die er am Meer gefunden hat. Für deren Tod wie auch für die Vergiftung von Skúli macht er giftige Abwässer aus dem Kraftwerk verantwortlich. Nachdem man an der Küste unzählige tote Fische entdeckt hat, wird die Wasserversorgung der Stadt unterbrochen. Dadurch kommt es in der Bevölkerung zu weiteren Protesten gegen das Kraftwerk. Jamal, der Vertreter von American Aluminium, zieht sich zu Hallas Enttäuschung von dem geplanten Vertrag vorerst zurück, da er wegen der schlimmen und merkwürdigen Ereignisse im Ort Bedenken hat.
Nach der Bestattung von Finnur übergibt David, Chef des Kraftwerks, an Elín 500.000 Kronen in bar und wird dabei von Andri beobachtet. Da das Geldbündel mit einem Band zusammengehalten wird, das ebenso wie die Schlinge um den Hals von Finnurs Leiche mit einem Achterknoten gebunden wurde, ermittelt Andri gegen David in der Annahme, er sei ein Mörder. Andri und Hinrika stellen David in einem persönlichen Gespräch im Kraftwerk zur Rede, wobei dieser aber ein glaubhaftes Alibi für die Zeit von Finnurs Ermordung vorbringt. Indes hat sich Þórhildur dazu überwunden, Aron und in der Folge auch die Polizei über das in der Tasche gefundene Handy zu informieren. Ásgeir nimmt es an sich und sagt einem kurzfristig anberaumten Treffen mit dem Unbekannten in der SMS-Konversation zu. Da er Andri wegen dessen Gespräch im Kraftwerk nicht erreichen kann, nimmt er den Termin allein wahr. Am Treffpunkt stiehlt ihm ein Vermummter das Handy, lockt ihn in einen Hinterhalt, sticht ihn nieder und fährt ihn mit dem Polizeiauto weg. Andri und seine Kollegen bemerken Ásgeirs Verschwinden erst jetzt und verfolgen das Auto, das sie nach kurzer Fahrt brennend und mit Ásgeirs verbrannter Leiche vorfinden.
Víkingur gilt nun nicht länger als Mordverdächtiger und wird aus der Haft entlassen. Unterdessen entdeckt Ketill in einer von einem Fluss durchflossenen Höhle im Küstengebirge zahlreiche illegal entsorgte Fässer mit giftigen Abfällen, die offenbar das Wasser verschmutzen. In der Annahme eines Zusammenhangs dieses Funds mit den Morden ermittelt die Polizei gegen den Chef der Müllentsorgung des Kraftwerks, Stefán, den sie aber nicht auffinden kann. Der Mordverdacht gegen Stefán erhärtet sich durch die Erkenntnis, dass Stefán auch auf Gíslis Trauerfeier war und gegenüber Þórhildur per SMS eine Bemerkung zu ihrem Kleid gemacht hat, die sie an Andri weitergegeben hat. Während Agnes’ Schwester Laufey Þórhildur und Aron mit dem Auto nach Reykjavík fährt, entführt Stefán Þórhildur in der Hoffnung, so an das Geld aus der Tasche zu kommen.
Die Polizei ermittelt im privaten Umfeld von Stefán sowie Víkingur und Elin und erfährt von Jórunn, die Stefán aufgezogen hat, dass diese gar nicht seine leibliche Mutter ist, sondern dass Stefán von Halla zur Welt gebracht wurde. Heimlich beobachtet von Elín und im Beisein von Gísli, wurde Halla in jugendlichem Alter mehrfach von ihrem Vater vergewaltigt, der dabei Stefán zeugte. Gísli erschlug den Vater deshalb und warf seine Leiche mit Hallas Hilfe den Schweinen zum Fraß vor, ehe Halla, nunmehr schwanger, im Alter von 16 Jahren nach Reykjavík floh und das Neugeborene zur Erziehung an Jórunn abgab.
Die Polizei treibt Stefán auf einem Berg in die Enge und erfährt von ihm weitere Einzelheiten. So etwa wollte er beim Entsorgen des Kraftwerksmülls Geld sparen und ließ mit Finnurs Kenntnis etliche ausländische Arbeiter, darunter Ebo, die Fässer in der Höhle entsorgen, statt sie nach Europa zu verschiffen. Im Streit, auch um die Verwendung des Geldes, erfuhr Stefán zunächst von Gísli und dann von Finnur, dass Jórunn wohl nicht seine Mutter sei. Aus Verbitterung darüber und weil Finnur das Geld zum Kauf von Gíslis Grundstück verwenden wollte, ermordete Stefán ihn. Gísli, der sich von Halla abermals im Stich gelassen fühlte, wandte sich hilfesuchend an sie, aber sie lehnte ab; deshalb verübte er den Brandanschlag auf sie. Verbittert über das Gefühl, als Bastard zu gelten, begeht Stefán schließlich Suizid, kurz nachdem er erfahren hat, dass die Polizei die verletzte Þórhildur gefunden hat.

## Besetzung und Synchronsprecher
| Schauspieler                  | Rollenname              | Dt. Synchronsprecher  | Rolle                                                              |
| ----------------------------- | ----------------------- | --------------------- | ------------------------------------------------------------------ |
| Ólafur Darri Ólafsson         | Andri Ólafsson          | Matti Klemm           | Kriminalkommissar mit Dienstsitz in Reykjavík, Vater von Þórhildur |
| Ilmur Kristjánsdóttir         | Hinrika Kristjánsdóttir | Anne Helm             | Polizeichefin von Siglufjörður, Ehefrau von Bárður                 |
| Ingvar Eggert Sigurðsson      | Ásgeir Þórarinsson      | Frank Röth            | Polizist                                                           |
| Baltasar Breki Samper         | Hjörtur Stefánsson      | Henning Nöhren        | Mitarbeiter im Kraftwerk                                           |
| Nína Dögg Filippusdóttir      | Agnes                   | Victoria Sturm        | Ex-Frau von Andri                                                  |
| Elva María Birgisdóttir       | Þórhildur               | Sophie Lechtenbrink   | Tochter von Andri und Agnes                                        |
| Stormur J. K. Baltasarsson    | Aron                    | Sebastian Fitzner     | Neffe von Gísli und Cousin von Víkingur, Sohn von Finnur und Elín  |
| Aron Már Ólafsson             | Víkingur                | Amadeus Strobl        | Sohn von Gísli und Steinunn, Arbeiter im Kraftwerk                 |
| Jóhanna Vigdís Arnardóttir    | Hafdís Magnúsdóttir     | Heike Schroetter      | Bürgermeisterin von Siglufjörður                                   |
| Kingsford Siayor              | Ebo                     | Kaze Uzumaki          | Bauarbeiter im Kraftwerk, Ghanaer                                  |
| Hinrik Ólafsson               |                         | Peter Lontzek         | Isländischer Ministerpräsident                                     |
| Sólveig Arnarsdóttir          | Halla Thórisdóttir      | Mareile Moeller       | Isländische Industrieministerin, Schwester von Gísli und Elín      |
| Þorgeir Tryggvason            | Gísli Thórisson         |                       | Schafzüchter, Bruder von Halla und Elín                            |
| Vignir Rafn Valþórsson        | Torfi                   | Dennis Sandmann       | Bruder von Skúli, Sohn von Ketill                                  |
| Sigurbjartur Sturla Atlason   | Skúli                   | Daniel Gärtner        | Bruder von Torfi, Sohn von Ketill                                  |
| Guðjón Davíð Karlsson         | Finnur                  | Tino Kießling         | Schwager von Gísli und Halla, Vater von Aron                       |
| Gudjón Pedersen               | Bárður                  | Frank Kirschgens      | Ehemann von Hinrika                                                |
| Steinn Ármann Magnússon       | Ketill                  | Reinhard Scheunemann  | Vater von Skúli und Torfi                                          |
| Unnur Ösp Stefánsdóttir       | Elín                    | Sonja Sabine Reichelt | Schwester von Gísli und Halla, Mutter von Aron                     |
| Katla Margrét Thorgeirsdóttir | Laufey                  | Sabine Jaeger         | Schwester von Agnes, Tante von Þórhildur                           |
| Elva Ósk Ólafsdóttir          | Steinunn                | Daniela Hoffmann      | Mutter von Víkingur, Ex-Frau von Gísli                             |
| Arnmundur Ernst Björnsson     | Stefán                  | Marc Bluhm            | Chef der Müllentsorgung im Kraftwerk, Arbeitskollege von Víkingur  |
| Dar Salim                     | Jamal Al Othman         |                       | Mitarbeiter von American Aluminium                                 |

## Episodenliste
|            | RÚV-Fassung | RÚV-Fassung   | ZDF-Fassung | ZDF-Fassung   |                     |                                                            |
| Ep. (ges.) | Ep. (St.)   | Erstausstr.   | Ep. (St.)   | Erstausstr.   | Regisseur           | Drehbuchautor(en)                                          |
| ---------- | ----------- | ------------- | ----------- | ------------- | ------------------- | ---------------------------------------------------------- |
| 11         | 1           | 26. Dez. 2018 | 1           | 20. Okt. 2019 | Baltasar Kormákur   | Clive Bradley, Sigurjón Kjartansson                        |
| 12         | 2           | 30. Dez. 2018 | 1           | 20. Okt. 2019 | Börkur Sigþórsson   | Clive Bradley                                              |
| 13         | 3           | 6. Jan. 2019  | 2           | 27. Okt. 2019 | Börkur Sigþórsson   | Margrét Örnólfsdóttir, Sigurjón Kjartansson, Clive Bradley |
| 14         | 4           | 13. Jan. 2019 | 2           | 27. Okt. 2019 | Ugla Hauksdóttir    | Sigurjón Kjartansson, Clive Bradley                        |
| 15         | 5           | 20. Jan. 2019 | 3           | 3. Nov. 2019  | Börkur Sigþórsson   | Clive Bradley                                              |
| 16         | 6           | 27. Jan. 2019 | 3           | 3. Nov. 2019  | Börkur Sigþórsson   | Sigurjón Kjartansson, Clive Bradley                        |
| 17         | 7           | 3. Feb. 2019  | 4           | 10. Nov. 2019 | Ugla Hauksdóttir    | Holly Phillips, Sigurjón Kjartansson, Clive Bradley        |
| 18         | 8           | 10. Feb. 2019 | 4           | 10. Nov. 2019 | Óskar Thór Axelsson | Sigurjón Kjartansson, Clive Bradley                        |
| 19         | 9           | 17. Feb. 2019 | 5           | 17. Nov. 2019 | Óskar Thór Axelsson | Clive Bradley                                              |
| 20         | 10          | 24. Feb. 2019 | 5           | 17. Nov. 2019 | Baltasar Kormákur   | Sigurjón Kjartansson, Clive Bradley                        |

## Kritiken
- Barbara Schweizerhof: Schnee und schlechtes Wetter, in: epd film Nr. 1/2020, S. 18–19
- Ellie Violet Bramley: Make Iceland Great Again! The return of Trapped, 2019's most timely show, in: The Guardian vom 21. Feb. 2019